# Laguerre-Ebene
Eine Laguerre-Ebene, benannt nach Edmond Laguerre, ist im klassischen Fall eine Inzidenzstruktur, die im Wesentlichen die Geometrie der durch eine Gleichung der Form {\displaystyle y=ax^{2}+bx+c} gegebenen Kurven, das sind Geraden und Parabeln, in der reellen Anschauungsebene beschreibt. Punkte mit denselben x-Koordinaten haben keine Verbindung, man nennt sie deshalb parallel.

Klassische Laguerre-Ebene: Ebenes Modell

Laguerre-Ebene: Stereografische Projektion

Offensichtlich gilt: 3 nicht parallele Punkte haben genau eine Verbindungskurve (Gerade oder Parabel). Zwei solcher Kurven schneiden sich in höchstens 2 Punkten und können sich in einer gemeinsamen Tangente berühren. Allerdings gibt es auch Parabeln, die sich in nur einem Punkt schneiden aber nicht berühren: Beispielsweise schneiden sich {\displaystyle p_{1}:y=x^{2}} und {\displaystyle p_{2}:y=(x-2)^{2}} nur im Punkt (1,1) und haben dort keine gemeinsame Tangente (s. Bild). Um solche Fälle von der Berührrelation auszuschließen, wird jeder Kurve {\displaystyle y=ax^{2}+bx+c} der Fernpunkt {\displaystyle (\infty ,a)} hinzugefügt. Diese Kurven werden Zykel genannt. Die so ergänzten Kurven {\displaystyle p_{1},p_{2}} haben jetzt den weiteren Schnittpunkt {\displaystyle (\infty ,1)}. Für dieses erweiterte System von Punkten und Zykeln gelten die folgenden Aussagen (vgl. Möbius-Ebene):
- (B1): Zu je 3 paarweise nicht parallelen Punkten {\displaystyle A,B,C} gibt es genau einen Zykel {\displaystyle z}, der {\displaystyle A,B,C} enthält.
- (B2): Zu jedem Punkt {\displaystyle A} und jedem Zykel {\displaystyle z} gibt es genau einen Punkt {\displaystyle B} auf {\displaystyle z}, der zu {\displaystyle A} parallel ist (s. Bild).
- (B3): (Berührrelation) Zu jedem Zykel {\displaystyle z}, jedem Punkt {\displaystyle P} auf {\displaystyle z} und jedem Punkt {\displaystyle Q} nicht auf {\displaystyle z}, der nicht parallel zu {\displaystyle P} ist, gibt es genau einen Zykel {\displaystyle z^{\prime }} durch {\displaystyle P,Q}, der {\displaystyle z} in {\displaystyle P} berührt (s. Bild).

Wie bei den Möbius-Ebenen ist nicht zu erwarten, dass die hier beschriebene Geometrie der erweiterten Geraden und Parabeln die einzige Inzidenzstruktur ist, die die Eigenschaften (B1)–(B3) besitzt. Ersetzt man hier die reellen Zahlen, durch einen beliebigen Zahlkörper so bleiben (B1)–(B3) gültig (im Gegensatz zum Fall der Möbius-Ebene).
Neben dem formal inhomogenen Modell (es gibt Geraden und Parabeln) erhält man mit Hilfe der Umkehrung einer geeigneten Stereografischen Projektion der reellen Ebene auf einen Kreiszylinder ein homogenes räumliches Modell: Die Punkte der neuen Inzidenzstruktur sind die Punkte auf der Zylinderoberfläche, die Zykel sind Ellipsen/Kreise und parallele Punkte liegen auf einer Zylindergerade. Die klassische reelle Laguerre-Ebene kann also auch als die Geometrie der ebenen Schnitte (Ellipsen/Kreise) auf einem Kreiszylinder aufgefasst werden.
Eine Laguerre-Ebene ist eine der 3 Benz-Ebenen: Möbius-Ebene, Laguerre-Ebene und Minkowski-Ebene. Die klassische Möbius-Ebene ist die Geometrie der Kreise und die klassische Minkowski-Ebene die Geometrie der Hyperbeln.
Bemerkung:
1. Eine Laguerre-Ebene wurde ursprünglich als die Geometrie der gerichteten Kreise und Geraden in der reellen Ebene definiert.[2]
2. Neben den bisher erwähnten geometrischen Beschreibungen der klassischen reellen Laguerre-Ebene gibt es noch die Darstellung über dem Ring der dualen Zahlen (analog der Beschreibung der klassischen Möbius-Ebene über den komplexen Zahlen)[3].

## Die Axiome einer Laguerre-Ebene
Es sei {\displaystyle {\mathcal {L}}:=({\mathcal {P}},{\mathcal {Z}},\in )}  eine Inzidenzstruktur mit der Menge der Punkte {\displaystyle {\mathcal {P}}} und der Menge der Zykel {\displaystyle {\mathcal {Z}}}.

Zwei Punkte {\displaystyle A,B} sind parallel ({\displaystyle A\parallel B}), falls {\displaystyle A=B} ist oder es keinen Zykel gibt, der {\displaystyle A} und {\displaystyle B} enthält.

{\displaystyle {\mathcal {L}}} heißt Laguerre-Ebene, falls die folgenden Axiome erfüllt sind:

Laguerre-Ebene: Axiome

(B1): Für je 3 Punkte {\displaystyle A,B,C}, paarweise nicht parallel, gibt es genau einen Zykel {\displaystyle z}, der {\displaystyle A,B,C} enthält.
(B2): Zu jedem Punkt {\displaystyle P} und jedem Zykel {\displaystyle z} gibt es genau einen Punkt {\displaystyle P'\in z} mit {\displaystyle P\parallel P'}.
(B3): (Berühraxiom) Für jeden Zykel {\displaystyle z}, jeden Punkt {\displaystyle P\in z} und jedem Punkt {\displaystyle Q\notin z}, der nicht parallel zu {\displaystyle P} ist, gibt es genau einen Zykel  {\displaystyle z'} durch {\displaystyle P,Q} mit {\displaystyle z\cap z'=\{P\}},
d. h. {\displaystyle z} und {\displaystyle z'} berühren sich im Punkt {\displaystyle P}.
(B4): Jeder Zykel enthält wenigsten 3 Punkte, es gibt wenigstens einen Zykel. Es gibt wenigstens 4 Punkte nicht auf einem Zykel.
Vier Punkte {\displaystyle A,B,C,D} sind konzyklisch, wenn es einen Zykel {\displaystyle z} gibt mit {\displaystyle A,B,C,D\in z}.
Aus der Definition der Eigenschaft {\displaystyle \parallel } und Axiom B2 ergibt sich
- Die Relation {\displaystyle \parallel } ist eine Äquivalenzrelation.

Motiviert durch das klassische Zylindermodell führen wir folgende Bezeichnung ein:
a) Für {\displaystyle P\in {\mathcal {P}}} sei {\displaystyle {\overline {P}}:=\{Q\in {\mathcal {P}}\ |\ P\parallel Q\}\quad .} b) Eine Äquivalenzklasse {\displaystyle {\overline {P}}} heißt Erzeugende.
In der klassischen Laguerre-Ebene ist eine Erzeugende eine Parallele zur y-Achse (ebenes Modell) bzw. eine Gerade auf dem Zylinder (Zylindermodell).
Die Verbindung zur linearen Geometrie liefert der folgende Begriff:
Für eine Laguerre-Ebene   {\displaystyle {\mathcal {L}}:=({\mathcal {P}},{\mathcal {Z}},\in )} definieren wir die lokale Struktur
{\displaystyle {\mathcal {A}}_{P}:=({\mathcal {P}}\setminus \{{\overline {P}}\},\{z\setminus \{{\overline {P}}\}\ |\ P\in z\in {\mathcal {Z}}\}\cup \{{\overline {Q}}\ |\ Q\in {\mathcal {P}}\setminus \{{\overline {P}}\},\in )}
und nennen sie die  Ableitung im Punkt P.
Im ebenen Modell der klassischen Laguerre-Ebene ist {\displaystyle {\mathcal {A}}_{(\infty ,0)}} die reelle affine Ebene {\displaystyle \mathbb {R} ^{2}}.
Im Allgemeinen gilt:
- Jede Ableitung einer Laguerre-Ebene ist eine affine Ebene.

Damit ergibt sich die alternative Definition einer Laguerre-Ebene (vgl. Möbius-Ebene):
Satz:
Eine Inzidenzstruktur zusammen mit einer Äquivalenzrelation  {\displaystyle \parallel } von {\displaystyle {\mathcal {P}}} ist genau dann eine Laguerre-Ebene, wenn für jeden Punkt {\displaystyle P} die Ableitung  {\displaystyle {\mathcal {A}}_{P}} eine affine Ebene ist.

## Endliche Laguerre-Ebenen

Minimalmodell einer Laguerre-Ebene (nur 4 von 8 Zykeln sind gezeichnet)

Die folgende Inzidenzstruktur ist ein Minimalmodell einer Laguerre-Ebene:
{\displaystyle {\mathcal {P}}:=\{A_{1},A_{2},B_{1},B_{2},C_{1},C_{2}\},\quad {\mathcal {Z}}:=\{\{A_{i},B_{j},C_{k}\}\ |\ i,j,k=1,2\}},
{\displaystyle A_{1}\parallel A_{2},\ B_{1}\parallel B_{2},\ C_{1}\parallel C_{2}.}.
Also ist  {\displaystyle |{\mathcal {P}}|=6} und {\displaystyle |{\mathcal {Z}}|=8.}
Für endliche Laguerre-Ebenen, d. h. {\displaystyle |{\mathcal {P}}|<\infty }, ergibt sich:
- Für jeden Zykel {\displaystyle z_{1},z_{2}} und jede Erzeugende {\displaystyle {\overline {P}}} einer endlichen Laguerre-Ebene {\displaystyle {\mathcal {L}}:=({\mathcal {P}},{\mathcal {Z}},\in )} gilt:

{\displaystyle |z_{1}|=|z_{2}|=|{\overline {P}}|+1}.
Für eine endliche Laguerre-Ebene {\displaystyle {\mathcal {L}}:=({\mathcal {P}},{\mathcal {Z}},\in )} und einen Zykel {\displaystyle z\in {\mathcal {Z}}} heißt die natürliche Zahl  {\displaystyle n:=|z|-1} Ordnung von {\displaystyle {\mathcal {L}}}.
Aus kombinatorischen Überlegungen folgt:
- Es sei {\displaystyle {\mathcal {L}}:=({\mathcal {P}},{\mathcal {Z}},\in )} eine Laguerre-Ebene der Ordnung {\displaystyle n}. Dann gilt:

a) Jede Ableitung {\displaystyle {\mathcal {A}}_{P}} ist eine affine Ebene der Ordnung {\displaystyle n\quad ,}  b) {\displaystyle |{\mathcal {P}}|=n^{2}+n\quad ,}  c) {\displaystyle |{\mathcal {Z}}|=n^{3}.}

## Die klassische reelle Laguerre-Ebene
Ursprünglich wurde die klassische reelle Laguerre-Ebene als die Geometrie der gerichteten Kreise und Geraden in der euklidischen Ebene definiert. Zum besseren Vergleich mit einer Möbius-Ebene (Geometrie der Kreise) und einer Minkowski-Ebene (Geometrie der Hyperbeln) geben wir hier dem Parabelmodell den Vorzug.
Wir definieren:
{\displaystyle {\mathcal {P}}:=\mathbb {R} ^{2}\cup (\{\infty \}\times \mathbb {R} ),\ \infty \notin \mathbb {R} ,} sei die Menge der Punkte,
{\displaystyle {\mathcal {Z}}:=\{\{(x,y)\in \mathbb {R} ^{2}\mid y=ax^{2}+bx+c\}\cup \{(\infty ,a)\}\mid a,b,c\in \mathbb {R} \}} sei die Menge der Zykel.
Die Punktmenge ist {\displaystyle \mathbb {R} ^{2}} plus einem Exemplar {\displaystyle \mathbb {R} } der reellen Zahlen (s. Bild). Jede Parabel/Gerade {\displaystyle y=ax^{2}+bx+c} erhält den zusätzlichen Punkt {\displaystyle (\infty ,a)}.
Zwei Punkte {\displaystyle A,B} mit derselben x-Koordinate können nicht durch Zykel verbunden werden und heißen parallel ({\displaystyle A\parallel B}). Also gilt:
- Zwei Punkte {\displaystyle (a_{1},a_{2}),(b_{1},b_{2})} sind genau dann parallel, wenn {\displaystyle a_{1}=b_{1}} ist. {\displaystyle \parallel } ist eine Äquivalenzrelation, ähnlich der Parallelität von Geraden.
- Die Inzidenzstruktur {\displaystyle ({\mathcal {P}},{\mathcal {Z}},\in )} erfüllt die Axiome (B1), (B2), (B3) und (B4) und heißt klassische reelle Laguerre-Ebene.

Klassische Laguerre-Ebene: 2d/3d-model

Ähnlich dem Kugelmodell der klassischen Möbius-Ebene gibt es das Zylinder-Modell der klassischen Laguerre-Ebene:
- {\displaystyle ({\mathcal {P}},{\mathcal {Z}},\in )} ist isomorph zur Geometrie der ebenen Schnitte eines Kreiszylinders.

Die folgende Abbildung {\displaystyle \Phi } projiziert die x-z-Ebene vom Punkt {\displaystyle (0,1,0)} aus auf den Zylinder mit der Gleichung {\displaystyle u^{2}+v^{2}-v=0}, Achse {\displaystyle (0,{\tfrac {1}{2}},\dots )} und Radius {\displaystyle r={\tfrac {1}{2}}\ :}
{\displaystyle \Phi :\ (x,z)\rightarrow \left({\frac {x}{1+x^{2}}},{\frac {x^{2}}{1+x^{2}}},{\frac {z}{1+x^{2}}}\right)=(u,v,w)\ .}
- Die Punkte {\displaystyle (0,1,a)} (Zylindergerade durch das Zentrum) haben keine Urbilder.
- {\displaystyle \Phi } projiziert  die Parabel/Gerade mit der Gleichung {\displaystyle z=ax^{2}+bx+c} in die Ebene {\displaystyle w-a=bu+(a-c)(v-1)} ab. D. h. das Bild der Parabel/Gerade ist der Schnitt einer nicht senkrechten Ebene mit dem Zylinder und damit ein Kreis/Ellipse ohne dem Punkt {\displaystyle (0,1,a)}. Die Parabeln/Gerade {\displaystyle z=ax^{2}+a} werden auf (horizontale) Kreise abgebildet.
- Eine Gerade (d. h. {\displaystyle a=0}) geht in einen Kreis/Ellipse durch das Projektionszentrum {\displaystyle (0,1,0)} und eine Parabel (d. h. {\displaystyle a\neq 0}) in einen Kreis/Ellipse nicht durch  {\displaystyle (0,1,0)} über.

## Miquelsche Laguerre-Ebenen
Im Gegensatz zu Möbius-Ebenen führt die Ersetzung der reellen Zahlen {\displaystyle \mathbb {R} } im klassischen Modell einer Laguerre-Ebene durch einen beliebigen Körper {\displaystyle K} in jedem Fall zu einer Laguerre-Ebene.
Satz:
Für einen Körper {\displaystyle K}  und
{\displaystyle {\mathcal {P}}:=K^{2}\cup } {\displaystyle (\{\infty \}\times K),\ \infty \notin K},
{\displaystyle {\mathcal {Z}}:=\{\{(x,y)\in K^{2}\ |\ y=ax^{2}+bx+c\}\cup \{(\infty ,a)\}\ |\ a,b,c\in K\}} ist die Inzidenzstruktur
{\displaystyle {\mathcal {L}}(K):=({\mathcal {P}},{\mathcal {Z}},\in )} eine Laguerre-Ebene mit der folgenden Parallelitätsrelation: {\displaystyle (a_{1},a_{2})\parallel (b_{1},b_{2})} genau dann, wenn {\displaystyle a_{1}=b_{1}} ist.
Wie bei Möbius-Ebenen gilt für die Laguerre-Ebenen {\displaystyle {\mathcal {L}}(K)} der Satz von Miquel in der folgenden an Laguerre-Ebenen angepassten Fassung:

Satz von Miquel (Kreise statt Parabeln)

Satz (MIQUEL):
Für die Laguerre-Ebene {\displaystyle {\mathcal {L}}(K)} gilt:
Wenn für beliebige 8 Punkte paarweise nicht parallele Punkte {\displaystyle P_{1},\dots ,P_{8}}, die so den Ecken eines Würfels zu geordnet werden können, dass 4 Punkte zu 5 Seitenflächen jeweils auf einem Zykel liegen, so ist dies auch für die 4 Punkte der 6. Seitenfläche der Fall (s. Bild: Für eine bessere Übersicht wurden Kreise statt Parabeln gezeichnet).
Die Bedeutung des Satzes von Miquel zeigt der folgende Satz von v. d. Waerden, Smid und Chen:
Satz (v. d. Waerden, Smid, Chen): Nur eine Laguerre-Ebene {\displaystyle {\mathcal {L}}(K)} erfüllt den Satz von Miquel.
Aufgrund dieses Satzes heißt {\displaystyle {\mathcal {L}}(K)} eine miquelsche Laguerre-Ebene.
Bemerkung:
1. Das Minimalmodell einer Laguerre-Ebene ist miquelsch: Es ist isomorph zur Laguerre-Ebene {\displaystyle {\mathcal {L}}(K)} mit {\displaystyle K=GF(2)} (Körper {\displaystyle \{0,1\}}).
2. Der Beweis des Satzes von Miquel für eine Laguerre-Ebene {\displaystyle {\mathcal {L}}(K)} verwendet den Peripheriewinkelsatz für Parabeln (s. Parabel) und wird analog zum Beweis des Satzes von Miquel für Kreise/Geraden im reellen Fall geführt.
3. Eine geeignete stereografische Projektion (s. o.) zeigt: {\displaystyle {\mathcal {L}}(K)} ist isomorph zur Geometrie der ebenen Schnitte einer zylindrischen Quadrik über dem Körper {\displaystyle K}.

## Ovoidale Laguerre-Ebenen
Es gibt viele Laguerre-Ebenen, die nicht miquelsch sind (s. Weblink). Eine große Klasse von Laguerre-Ebenen, die die miquelschen enthält, bilden die ovoidalen Laguerre-Ebenen. Eine ovoidale Laguerre-Ebene ist die Geometrie  der ebenen Schnitte auf einem ovalen Zylinder. Ein ovaler Zylinder ist eine quadratische Menge und besitzt dieselben geometrischen Eigenschaften wie ein Kreiszylinder im reellen 3-dimensionalen Raum: Der Querschnitt ist ein Oval und ein Oval  ist eine ebene Punktmenge mit den Eigenschaften: 1) Eine Gerade trifft ein Oval in 0,1 oder 2 Punkten, 2) In jedem Punkt gibt es genau eine Tangente. In der reellen Ebene kann man z. B. einen Halbkreis in geeigneter Weise glatt mit einer Hälfte einer Ellipse verbinden, um ein Oval zu erhalten, das keine Quadrik ist. Selbst im endlichen Fall gibt es Ovale, die keine Quadriken sind (s. quadratische Menge). Für die Klasse der ovoidalen Laguerre-Ebenen gibt es einen dem Satz von Miquel ähnlichen Schließungssatz, den Büschelsatz (engl.: Bundle Theorem). Er charakterisiert die ovoidalen Laguerre-Ebenen. Der Satz von Miquel und der Büschelsatz haben für Laguerre-Ebenen eine ähnliche Bedeutung wie die Sätze von Pappos und Desargues für projektive Ebenen.